# Ngô Bảo Châu
Ngô Bảo Châu (n. 28 iunie 1972, Hà Nội, Vietnam) este un matematician vietnamez și francez, specializat în teoria numerelor. A fost laureat cu Medalia Fields în 2010.

## Biografie
S-a născut în Hanoi, în Vietnamul de Nord, în timp Războiului din Vietnam. Tatăl său era un medic, iar mama o profesor de medicină. A fost admis într-o clasă specializată în matematică din Gimnaziul Trưng Vương, apoi la Școala Superioară de Științe Naturale, un liceu pentru tineri talentați din cadrul Universități Naționale din Hanoi. A câștigat două medalii de aur la Olimpiada Internațională de Matematică în 1988 și în 1989, obținând nota maximală la cea de-a două participație.
În anul 1990 a primit o bursă de la Universitatea „Pierre et Marie Curie” în Paris, dar a ales să susțină concursul de admitere pentru studenții străini de la Școala Normală Superioară din Paris, fiind admis pe locul întâi în 1992. Și-a susținut teza de doctorat în 1997, sub conducerea lui Gérard Laumon, despre lema fondamentală Jacquet-Ye. 
În 1998 a fost numit cercător la Laboratorul „Analiză, geometrie și aplicații” (LAGA) din cadrul al Centrului Național Francez de Cercetări Științifice (CNRS). În 2004 a devenit profesor universitar la Universitatea Paris Sud (Orsay). În același an, a obținut titlul de profesor universitar în Vietnam — de-a lungul carierei a dezvoltat relațiile științifice dintre cele două țări, înființând un masterat internațional la Hanoi. Din 2007 până în 2010 a lucrat la Institutul pentru Studii Avansate (IAS) din cadrul Universități Princeton. Din 2010 este profesor universitar la Universitatea din Chicago. În același an a dobândit cetățenie franceză.

## Lucrări
Este specializat în teoria reprezentărilor și forme automorfe, un domeniu al teoriei numerelor care studiază proprietăți ale divizibilității numerelor întregi. În 2004 a obținut Premiul Clay, împreună cu Gérard Laumon, pentru demonstrarea pentru grupurile unitare a „lemei fundamentale”, pe care se bazează programul Langlands. În 2009 a publicat dovada completă. Pentru acest rezultat a primit cea mai înaltă distincție în matematică, Medalia Fields, în cadrul conferinței ICM din 2010 organizate în Hyderabad, India.